# Punk (album Gazzelle)
| Recensione       | Giudizio |
| ---------------- | -------- |
| Rockol.it        |          |
| Sentireascoltare |          |
| End of a Century |          |

Punk è il secondo album in studio del cantante italiano Gazzelle, pubblicato il 30 novembre 2018.
Il 25 ottobre 2019 viene pubblicata una nuova versione dell'album chiamata Post Punk, comprendente quattro singoli inediti.

## Tracce
1. Smpp – 3:59
2. Punk – 3:54
3. Sopra – 3:14
4. Tutta la vita – 3:05
5. Sbatti – 3:17
6. Non c'è niente – 3:05
7. OMG – 3:06
8. Scintille – 3:12
9. Coprimi le spalle – 3:38

Tracce bonus nell'edizione Post Punk
1. Settembre – 3:32
2. Vita paranoia – 3:14
3. Polynesia – 3:14
4. Una canzone che non so – 3:05

## Classifiche

### Classifiche settimanali
| Classifica (2018) | Posizione massima |
| ----------------- | ----------------- |
| Italia            | 9                 |

### Classifiche di fine anno
| Classifica (2020) | Posizione |
| ----------------- | --------- |
| Italia            | 25        |
| Classifica (2021) | Posizione |
| Italia            | 68        |